# 세야드 살리호비치
세야드 살리호비치 (Sejad Salihović, 1984년 10월 8일, 즈보르니크 ~)는 보스니아 헤르체고비나의 전 축구 선수로 포지션은 미드필더이다. 그러나, 그는 좌측 윙어, 중앙 미드필더나 레프트 백으로도 기용 가능하다. 그는 강력한 왼발을 가지고 있으며, 프리킥에 능하기도 하다.

## 사생활
살리호비치와 그의 가족은 보스니아 전쟁이 발발하기 전인 1992년에 베를린으로 이주하였다. 그로부터 17년 후인 2009년 6월, 세야드는 그의 고향인 츠보르니크를 방문하였고, 그의 부모인 이스메트와 파딜라는 츠보르니크에 있는 그의 집을 새단장하였다. 그의 취미는 독서, 축구, 가족 생활이다.

## 클럽 경력

### 초기 경력
살리호비치는 하부리그에 속한 미네르바 93 베를린과 헤르타 03 첼렌도르프의 유소년 팀에서 축구를 시작하였다. 2000-01 시즌, 그는 헤르타 BSC 베를린으로 옮겼고, 그는 2003년에 베를린의 리저브 팀에 들어가기 전까지 U-17팀과 U-19팀에서 활약하였다.

### 헤르타 BSC 베를린
2004년, 살리호비치는 1군으로 승격되었다. 그는 2004년 9월 26일, 함부르거 SV를 상대로 한 경기에서 분데스리가 데뷔전을 치루었고, 팀은 1-2로 패하였다. 2006년, 그는 TSG 1899 호펜하임으로 이적하였다.

### TSG 1899 호펜하임
그는 키커지로부터 2007-08 시즌, 2 분데스리가의 최고 평점 선수로 기록되었고, 시즌을 27경기에 출장하여 6골을 기록하며 마무리지었다. 현재, 그는 TSG 1899 호펜하임의 주축 선수이다. 이 높은 주가의 미드필더는 서혜부 부상으로 일부 경기를 결장하게 되었으며, 그가 고전하도록 하였지만, 그는 완전히 회복되었다. 살리호비치는 2010-11 시즌을 좋은 모습을 보이며 시작하였으나, 애석하게도 부상으로 시즌을 마무리하였다.

## 국가대표 경력
살리호비치는 2007년 이래로 보스니아 헤르체고비나 축구 국가대표팀의 주축 일원이었다. 그가 선호하는 포지션은 미드필더지만, 그는 타 옵션의 부재로 인하여 레프트 백으로 종종 쓰이곤 한다. 그는 국가대표팀 경기에서 4골을 기록하였는데, 이들 중 3번을 프리킥으로 기록하였다. 비신사적인 행위로 인하여, 이 보스니아의 미드필더는 4경기 출장 징계를 받아, 따라서 카타르, 룩셈부르크, 프랑스, 알바니아와의 경기에서 출장하지 못하였다. 그는 슬로바키아 전에서 복귀하여, 보스니아의 3-2 승리를 도왔다.